# Jean-Marie Wampers
Jean-Marie Wampers é um antigo ciclista belga, nascido a 7 de abril de 1959 em Uccle.

## Palmarés
| - 1980 - 1 etapa do Tríptico das Ardenas - 1982 - Grande Prêmio Cidade de Camaiore - 1984 - Druivenkoers Overijse - 1985 - Prêmio Nacional de Clausura - 1986 - Grande Prêmio de Frankfurt - 1 etapa dos Quatro Dias de Dunquerque | - 1989 - Paris-Roubaix - Scheldeprijs Vlaanderen - Grande Prêmio de Frankfurt - 1992 - Binche-Chimay-Binche |

## Resultados nas grandes voltas
| Corrida            | 1981 | 1982 | 1983 | 1984 | 1985  | 1986 | 1987  | 1988 | 1989 | 1990 | 1991 | 1992 |
| ------------------ | ---- | ---- | ---- | ---- | ----- | ---- | ----- | ---- | ---- | ---- | ---- | ---- |
| Giro d'Italia      | 94.º | -    | -    | -    | -     | -    | -     | -    | -    | -    | -    | -    |
| Tour de France     | -    | -    | Ab.  | -    | 117.º | -    | 133.º | -    | -    | -    | -    | -    |
| Volta a Espanha    | -    | -    | -    | -    | -     | -    | -     | -    | -    | -    | -    | -    |
| Mundial em Estrada | -    | -    | -    | -    | -     | -    | -     | -    | Ab.  | -    | -    | -    |

-: não participa

Ab.: abandono